# Ильматар
Ильматар (фин. Ilmatar: ср. фин. Ilma, воздух) — в финской и карельской мифологии — богиня, участвующая в создании мира. В Калевале именуется девушкой, дочерью воздуха (ilman impi — дева неба). Её характеризует состояние скорби и одиночества. Она предшествует появлению солнца. Через 700 лет одиночества, она взывает к Укко, после чего к ней прилетела утка (sotka, гоголь) и свила гнездо у богини на коленях. Через некоторое время утка снесла 7 яиц: шесть золотых и одно железное. Ильматар вздрогнула от боли (яйца раскалились и были очень горячими), и яйца выкатились из гнезда и раскололись. Из скорлупы образовалась земля, желтки стали солнцем, белки же превратились в луну и звёзды. Но созданная земля была пустой и скучной, и Ильматар создала острова, долины и реки.
В «Калевале» она также носит имя Луоннотар («природная»). Она стала матерью Вяйнемёйнена.
В честь Ильматар назван астероид (385) Ильматар, открытый в 1894 году.